# Nacional Atlético Clube (São Paulo)

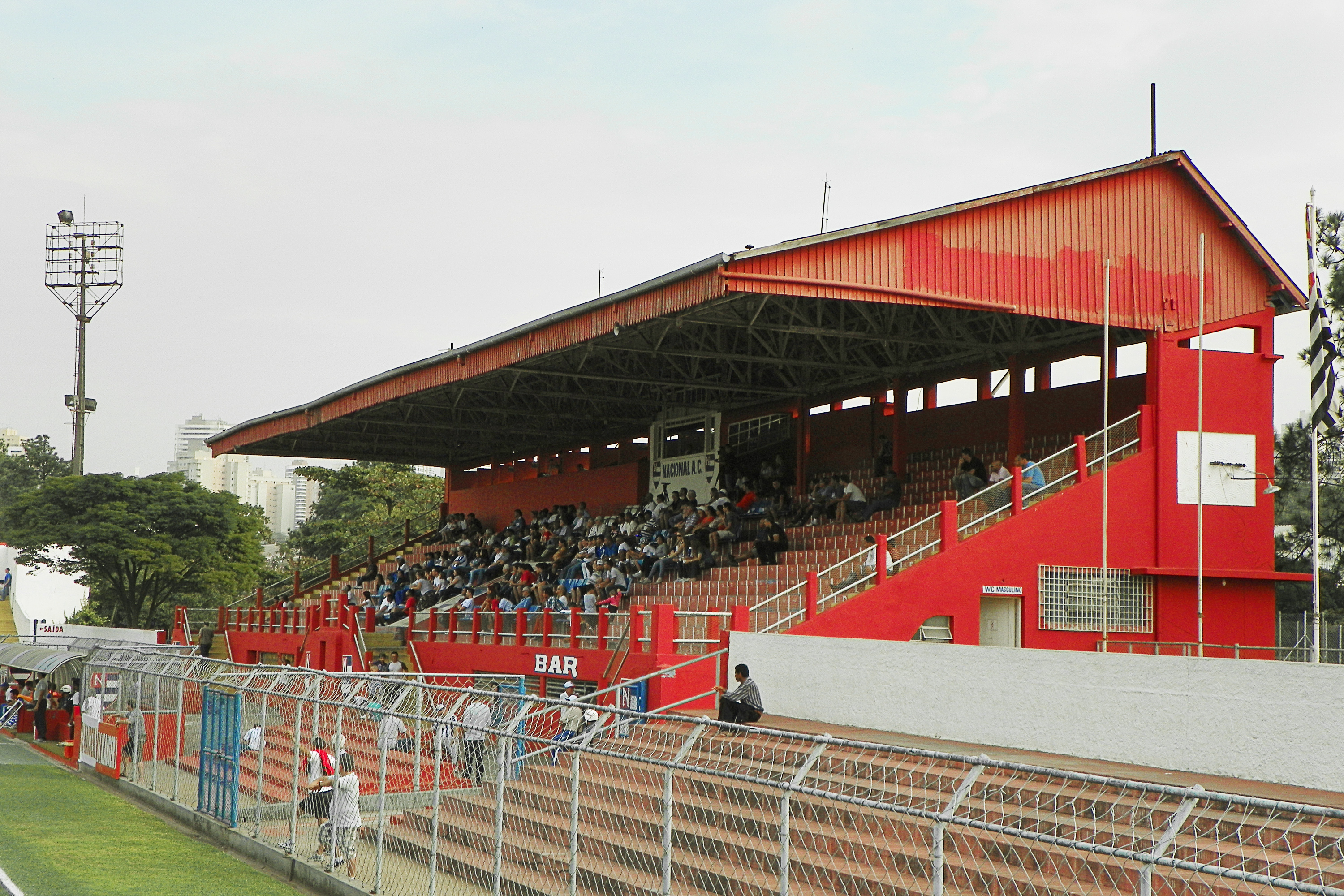
Estadi Nicolau Alayon

El Nacional Atlético Clube, més conegut com a Nacional, és un club de fútbol brasiler de la ciutat de São Paulo.

## Història
El club va ser fundat pels empleats de la companyia de ferrocarrils São Paulo Railway el 1919 amb el nom de São Paulo Railway A.C. En 1933, l'equip va participar en el campionat Paulista amateur aconseguir el 2n lloc. L'any 1939, el nacional aconsegueix la seva millor posició en el campionat paulista, el quart lloc, just darrere de Corinthians, Palmeiras i Portuguesa. el 1943 obté el seu primer títol: l'inici del torneig Paulista, el 1946, a causa de la finalització de l'empresa ferroviària, el club va canviar el seu nom pel de Nacional Atlético Clube en un partit contra el Flamengo al 5-3 derrota.
Actualment competeix el Campionat Paulista Série A-3.

## Estadi
L'equip juga a l'Estadi Nicolau Alayon obert el 1938, amb capacitat per a 10.000 espectadors.

## Jugadors destacats
- Biro-Biro
- Cacau
- Cafu
- Canhoteiro
- Charles Miller
- Deco
- Dodô
- Jair Picerni
- Kahê
- Passarinho

## Palmarès
- 2 Campionat paulista Série-A3: 1994 i 2000
- 2 Copa São Paulo de futbol juvenil: 1972 i 1988
- 1 Campionat paulista segona divisió: 2014